# 黒い羽根運動
黒い羽根運動（くろいはね うんどう）は、1959年から翌1960年にかけて行われた炭鉱失業者生活助け合い運動の名称である。なお黒い羽根は赤い羽根共同募金の赤い羽根を石炭の黒に置き換えたものである。

## 概要
1959年当時、政府によって石炭から石油へのエネルギー転換政策が進められていたが、炭鉱の閉山へと直結するものであった。そのため、産炭地域である福岡県、特に中小炭鉱が多かった筑豊地域では炭鉱ぐるみ、あるいは地域ぐるみで大量の失業者が生じる事態となり、生活は困窮を極めた。こうした中、鵜崎多一知事の特命で炭鉱失業者の生活実態を調査した福岡県政策研究会の報告書『炭鉱離職者の生活実態』（1959年7月、福岡県失業者対策本部刊）が公表され、内外に大きな反響を呼んだ。
炭鉱離職者の悲惨な生活実態が公表された直後の8月に開かれた第1回福岡県母親大会で「炭鉱離職者助け合い運動」が決議され、同年9月から翌年の3月まで県の後援で「黒い羽根」による募金及び衣類や食料、学用品など救援物資を送る運動が全国各地で実施された。「黒い羽根」運動は8次に渡る救援事業として行われ、募金の総額は約3700万円、救援物資は現金換算で約6000万円相当が集まった。